# Rolling Stone (песня)
«Rolling Stone» (с англ. — «Перекати-поле») — песня французской певицы Милен Фармер, которая была выпущена в качестве лид-сингла с её одиннадцатого студийного альбома Désobéissance. Премьера сингла состоялась 19 января на французском радио, сразу после чего он стал доступен для скачивания.
Милен Фармер установила новый рекорд во Франции с синглом «Rolling Stone». Он стал шестнадцатым треком в карьере Милен, который смог добиться первого места в национальном французском чарте продаж.
Премьера видеоклипа на новый сингл состоялась 24 февраля 2018 года. Съёмки проходили в Праге в январе.

## Коммерческий успех
Сингл расположился на 1-м месте в ITunes во Франции в виде цифрового выпуска с 2900 экземплярами. По состоянию на 31 мая 2018 года, продажи сингла «Rolling Stone» составили 33 000 копий.

## Живые выступления
12 мая 2018 года Милен выступила с песней в финале французской версии шоу «The Voice». 8 июня состоялось выступление в программе «La chanson de l'année».

## Список композиций
20 апреля 2018 сингл был выпущен на физическим носителях, которые были в 6 вариациях (Красный, синий, зеленый, желтый, оранжевый и фиолетовый) и виде цифрового выпуска. Они имели официальные ремиксы. В связи с этим, сингл второй раз смог занял 1-е место во Франции.
1. Rolling Stone (Version Originale) — 3:45
2. Rolling Stone (Mokoa Remix) — 3:10
3. Rolling Stone (JVNO Remix) — 3:38
4. Rolling Stone (FDVM Remix) — 3:05
5. Rolling Stone (Jen Jis Remix) — 3:42
6. Rolling Stone (LeMarquis Remix) — 3:25

## Позиции в чартах
| Чарт (2018)                                | Пиковая позиция |
| ------------------------------------------ | --------------- |
| Бельгия/Валлония (Ultratip Bubbling Under) | 13              |
| Франция (SNEP)                             | 73              |
| Франция (SNEP — Téléchargements)           | 1               |
| Швейцария (Media Control Romandy)          | 8               |